# 在日エルサルバドル人
在日エルサルバドル人（ざいにちエルサルバドルじん）は、日本に一定期間在住するエルサルバドル国籍の人々である。

## 統計
日本の法務省の在留外国人統計によると、2023年12月末時点で在日エルサルバドル人は186人である。
在留資格別（3位まで）
| 順位 | 在留資格                 | 人数 |
| ---- | ------------------------ | ---- |
| 1    | 永住者                   | 63   |
| 2    | 留学                     | 48   |
| 3    | 技術・人文知識・国際業務 | 24   |

都道府県別（3位まで）
| 順位 | 都道府県 | 人数 |
| ---- | -------- | ---- |
| 1    | 東京     | 32   |
| 2    | 神奈川   | 21   |
| 3    | 埼玉     | 14   |

## 著名人
- クルズ・アヤラ
- ハイメ・アルベルト・ロドリゲス